# Acre (canhoneira fluvial)
Canhoneira Fluvial Acre foi um navio de patrulha fluvial da Classe Acre/Melik da Marinha do Brasil.

## Origem do nome
Esta foi a primeira embarcação da Marinha brasileira a utilizar este nome. O nome da embarcação homenageia o estado brasileiro do Acre, e o Rio Acre. Acre ou Aquiri, na língua tupi-guarani tem o significado de rio verde.
O contra-torpedeiro CT Acre (D-10) (1940-1974) foi o segundo navio a utilizar este nome.

## Tipo de embarcação
Canhoneiras eram navios de guerra de pequeno porte normalmente com casco de aço e bem armadas. Atuavam em águas rasas ou áreas de difícil acesso.

## História
Foi encomendada em 1904, e construída pelo estaleiro Yarrow & Company, da Inglaterra. Foi incorporada a Marinha em 1906, e a sua baixa ocorreu em 11 de março de 1921.
Foi armada em 1906 no Arsenal de Marinha do Pará.
Também fazem parte da Classe Acre/Melik os navios: Amapá (1904), Juruá (1904) e Missões (1904).